# 地狱峡谷
地狱峡谷（英語：Hells Canyon）是条10英里（16）宽的峡谷，位于美国东俄勒冈州、东华盛顿州和西爱达荷州。它是地狱峡谷休闲区的一部分，也是北美洲最深的河谷，在斯内克河的冲刷下其峡谷深达7,993英尺（2,436）。

## 华工浴血滩

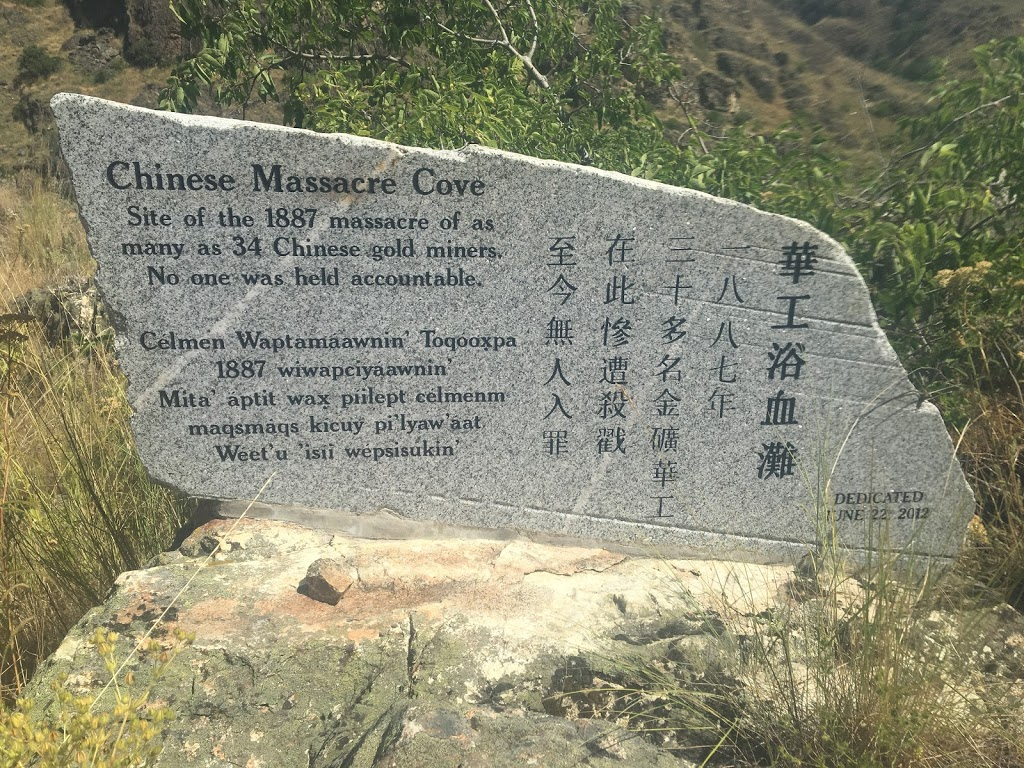
华工浴血滩纪念碑

1887年地狱峡谷华人大屠杀发生于地狱峡谷内的Dug Bar附近。2005年，美国地名委员会把这个屠杀地点正式命名为华工浴血滩
。2012年6月22，美国哈佛学者、前美联社大记者R. Gregory Nokes
多方集资，制作了一个纪念碑，矗立于华工浴血滩

。这块石碑上面刻著三种语言，悼念遇难华工：英文、Sahaptin、与中文。
“一八八七年 三十多名金礦華工 在此慘遭殺戳 至今無人入罪”

（页面存档备份，存于）
- 华工浴血滩纪念碑